# Liste der Biografien/Krj
Liste der Biografien |
Portal Biografien |
Personensuche
# |
A |
B |
C |
D |
E |
F |
G |
H |
I |
J |
K |
L |
M |
N |
O |
P |
Q |
R |
S |
T |
U |
V |
W |
X |
Y |
Z |
?
 
Ka |
Kb |
Kc |
Kd |
Ke |
Kf |
Kg |
Kh |
Ki |
Kj |
Kl |
Km |
Kn |
Ko |
Kp |
Kr |
Ks |
Kt |
Ku |
Kv |
Kw |
Ky |
Kx |
Kz
 
Kra |
Krb |
Krc |
Kre |
Krg |
Krh |
Kri |
Krj |
Krk |
Krl |
Krm |
Krn |
Kro |
Krp |
Krs |
Krt |
Kru |
Kry |
Krz
Die Liste der Biografien führt alle Personen auf, die in der deutschsprachigen Wikipedia einen Artikel haben. Dieses ist eine Teilliste mit 25 Einträgen von Personen, deren Namen mit den Buchstaben „Krj“ beginnt.

## Krj

### Krja
- Krjanin, Sergei Michailowitsch (* 1971), russischer Skilangläufer
- Krjauklis, Ritus (* 1986), lettischer Fußballspieler

### Krje
- Krjeńc, Kurt (1907–1978), sorbisch-deutscher Politiker (SED), MdV, Vorsitzender der Domowina

### Krju
- Krjukow, Artjom Anatoljewitsch (* 1982), russischer Eishockeyspieler
- Krjukow, Fjodor Dmitrijewitsch (1870–1920), russischer Schriftsteller
- Krjukow, Nikita Walerjewitsch (* 1985), russischer Skilangläufer
- Krjukow, Nikolai Wjatscheslawowitsch (* 1978), russischer Kunstturner
- Krjukow, Wiktor (* 1990), kasachischer Fußballspieler
- Krjukow, Wiktor Iwanowitsch, sowjetischer Skispringer
- Krjukow, Wladimir Nikolajewitsch (* 1925), sowjetischer Ruderer
- Krjukow, Wladimir Wiktorowitsch (1897–1959), sowjetischer General
- Krjukowa, Agrafena Matwejewna (1855–1921), russische bzw. sowjetische Erzählerin und Sängerin
- Krjukowa, Marfa Semjonowna (1876–1954), russische bzw. sowjetische Erzählerin und Sängerin
- Krjukowa, Nila (1943–2018), ukrainische Schauspielerin
- Krjukowa, Tatjana Alexandrowna (1905–1978), sowjetische Ethnographin und Hochschullehrerin
- Krjutschkow, Borys (* 1988), ukrainischer Handballtorwart
- Krjutschkow, Nikolai Afanassjewitsch (1911–1994), sowjetischer Schauspieler
- Krjutschkow, Pjotr Petrowitsch (1889–1938), sowjetischer Rechtsanwalt und Sekretär des Schriftstellers Maxim Gorki
- Krjutschkow, Wladimir (* 1929), sowjetischer Radrennfahrer
- Krjutschkow, Wladimir Alexandrowitsch (1924–2007), russischer Vorsitzender des KGB (1988–1991)
- Krjutschkowa, Marija Jewgenjewna (1988–2015), russische Turnerin
- Krjutschkowa, Olga Jewgenjewna (* 1966), russische Autorin historischer Romane
- Krjutschkowa, Swetlana Walentinowna (* 1985), russische Volleyballspielerin
- Krjutschok, Sergei Sergejewitsch (* 1942), russischer Mittelstreckenläufer
- Krjutschonkin, Wassili Dmitrijewitsch (1894–1976), sowjetischer Generalleutnant